# Dshamal Schötz
Dshamal R. Schötz (auch Jamal Almutusem Habes Almaaytah und Jamal Maaytah, arabisch جمال المعايطة, DMG Ǧamāl al-Maʿāyiṭa; * 24. Februar 1981 in Altdöbern) ist ein ehemaliger deutsch-jordanischer Basketballspieler.

## Werdegang
Schötz ist der Sohn eines jordanischen Vaters und einer deutschen Mutter. Er wuchs in Cottbus auf und kam mit 15 Jahren zum Basketball. Er spielte als Jugendlicher beim SV Halle und besuchte das Sportgymnasium Halle. Der 2,13 Meter große Innenspieler wurde deutscher Juniorennationalspieler, 1997 nahm er mit der Auswahl des Deutschen Basketball Bunds an einer Ausscheidungsrunde zur Junioren-Europameisterschaft 1998 teil, Schötz erzielte während des Turniers im Schnitt 1,3 Punkte sowie 2,7 Rebounds je Begegnung.
1998 kam er durch die Vermittlung des Austauschprogramms von Paul Hallgrimson in die Vereinigten Staaten und wurde Schüler an der Wesleyan Christian Academy in High Point (US-Bundesstaat North Carolina). Für die Basketballmannschaft der Schule erzielte Schötz in der Saison 1998/99 im Mittel 18,5 Punkte, 10,5 Rebounds und 3 geblockte Würfe je Begegnung. Er machte durch seine Leistungen Hochschulmannschaften auf sich aufmerksam und gab im August 1999 seine Entscheidung bekannt, zur Saison 2000/01 an die Wake Forest University (erste NCAA-Division) zu wechseln. In seinem zweiten Spieljahr an der Wesleyan Christian Academy kam er 1999/2000 auf Mittelwerte von 20,1 Punkten, 10,1 Rebounds sowie 4 geblockte gegnerische Würfe. In Talentranglisten wurde der Deutsche USA-weit unter den besten 150 Spielern seines Jahrgangs geführt.
Nach dem Wechsel an die Hochschule nahm er in der Saison 2000/01 nicht am Wettkampfbetrieb der Wake Forest University teil, um sich auf die Anforderungen in der NCAA vorzubereiten. Im Herbst 2001 erlitt Schötz einen Kreuzbandriss, musste operiert werden und verpasste deshalb die Saison 2001/02. Seine einzigen Einsätze für die Wake Forest University erhielt Schötz im Spieljahr 2002/03, als er in sechs Partien mitwirkte und bei geringer Einsatzzeit einen Mittelwert von 1,3 Punkten je Begegnung verbuchte. Im Sommer 2003 wurde Schötz von Bundestrainer Berthold Bisselik in das erweiterte Aufgebot der deutschen A2-Nationalmannschaft berufen.
Schötz nahm einen Hochschulwechsel vor, schrieb sich 2003 am Greensboro College ein. Während der Saison 2003/04 erzielte er für die Hochschulmannschaft der dritten NCAA-Division im Schnitt 8,8 Punkte sowie 6,9 Rebounds je Einsatz. In der zweiten Saisonhälfte war er verletzt. In der Vorbereitung auf die Saison 2004/05 erlitt Schötz eine Augenverletzung und verpasste deshalb das Spieljahr. Im Frühling 2005 wurde Schötz in Übungseinheiten als Gegenspieler des 2,36 Meter großen Chinesen Sun Ming Ming eingesetzt, der sich in Greensboro vorbereitete, um sich für Mannschaften der NBA zu empfehlen.
2005 bestritt Schötz zwei Spiele für die Pennsylvania ValleyDawgs in der United States Basketball League (USBL), spielte in der Saison 2005/06 zeitweilig für den Fastlink Basketball Club in Jordanien. In der Saison 2006/07 war Schötz in der 2. Basketball-Bundesliga Spieler von Erdgas Ehingen-Urspringschule, erreichte in der zweithöchsten deutschen Spielklasse in 30 Einsätzen im Schnitt 9,3 Punkte sowie 6 Rebounds je Begegnung. Ein im September 2007 vermeldeter Wechsel nach Spanien zu AB Esplugues kam nicht zustande, Schötz ging wieder nach Jordanien, stand von 2007 bis 2010 bei der Mannschaft Zain unter Vertrag. Er gewann mit Zain 2008 und 2009 die jordanische Meisterschaft und holte 2008 den Sieg in der Arabischen Meisterschaft für Vereinsmannschaften.
Schötz nahm 2005 und 2009 mit der jordanischen Nationalmannschaft an der Asienmeisterschaft teil. 2009 gewann er mit der Auswahl die Bronzemedaille, der Innenspieler erzielte während des Turniers 3,2 Punkte sowie 2,5 Rebounds je Begegnung.
Beruflich wurde Schötz in den Vereinigten Staaten tätig, arbeitete dort unter anderem für Mercedes-Benz in Charleston.